# Iglesia de Santa María del Sufragio (Ravena)
La iglesia de Santa María del Suffragio es una Iglesia católico en la ciudad de Rávena, con vistas a la central Piazza del Popolo.

## Historia
Las obras de construcción de la iglesia comenzaron en 1701 por orden de la Cofradía de la Beata Virgen de los Sufragios y finalizaron en 1728.  La construcción fue confiada al arquitecto Francesco Fontana, hijo del famoso Carlo Fontana.

## Descripción
Es de estilo barroco, tiene planta central octogonal. La cúpula, apoyada sobre un tambor octogonal, está coronada por una linterna.

### Exterior
La iglesia de Santa María del Suffragio se encuentra en via Serafino Ferruzzi, en la esquina con via Armando Diaz, en el extremo este de la Piazza del Popolo. La fachada, de piedra de Istria, tiene dos órdenes y recuerda, en su sintaxis compositiva, la creada por Carlo Fontana en Roma para la iglesia de San Marcello al Corso . En el orden inferior hay tres portales intercalados con pilastras. Dos volutas, a cuyos lados hay dos estatuas que representan la Justicia y la Paz, actúan como conexión entre el orden inferior y el superior. Este último, más estrecho y rematado en su parte superior por un tímpano triangular, tiene en el centro un medallón ovalado en cuyo interior está representada en bajorrelieve la Liberación de las Almas del Purgatorio, obra -como las estatuas- de los escultores de Carrara pero con formación veneciana Giovanni y Celio Toschini .Detrás de la cúpula se encuentra un pequeño campanario cuadrangular con tres campanas, claramente visible desde la Piazza Luigi Einaudi.

### Interior
El interior de la iglesia es de forma octogonal, con una capilla a cada lado. Nada más entrar, dentro de nichos, se encuentran dos de las ocho estatuas de estuco que decoran el interior de la iglesia, que representan respectivamente la Fe (a la izquierda) y la Caridad (a la derecha), obra de Antonio Martinetti .La segunda capilla a la derecha está dedicada a San Vitale, representado en la escultura colocada sobre el altar, obra de Giovanni Toschini. En los nichos laterales del interior de la capilla se encuentran las estatuas de estuco de San Filippo Neri (izquierda) y San Vitale (derecha).
La tercera capilla a la derecha está dedicada al Crucifijo y está decorada con escenas e instrumentos de la Pasión realizados en estuco por Antonio Martinetti.

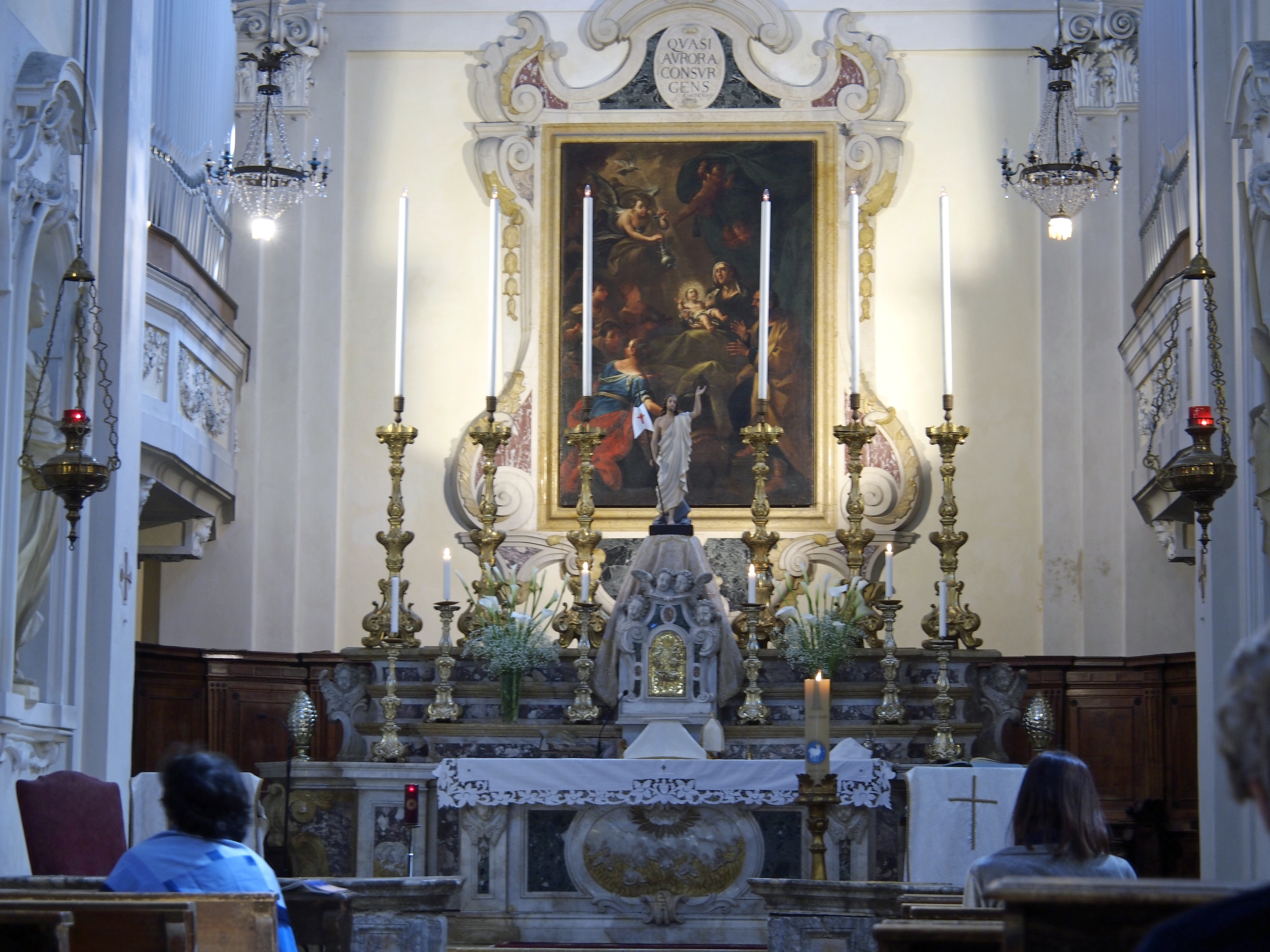
el altar mayor

La capilla situada frente a la entrada alberga el altar mayor. En la pared del fondo, dentro de un rico marco de mármol policromado, en cuya parte superior se encuentra un medallón con la inscripción "Quasi aurora consurgens", se encuentra el cuadro de la Natividad de María, obra de Andrea Barbiani. Debajo se encuentra la sillería del coro de madera de la iglesia de San Giovanni Evangelista . Las figuras de cuatro profetas (David, Salomón, Daniel e Isaías) adornan los penachos de la pequeña cúpula, en cuyo centro se encuentra un medallón con las almas del Purgatorio. A los lados, dos coros albergan los tubos del órgano, flanqueados por dos hornacinas en cuyo interior se encuentran las estatuas de estuco de la Justicia (a la izquierda) y de la Paz (a la derecha).La segunda capilla a la izquierda de la entrada alberga el grupo de mármol de la Piedad, antiguamente en San Vitale, de Giovanni Toschini. Las estatuas de estuco de San Gregorio Magno (derecha) y Sant'Apollinare (izquierda) ocupan los nichos laterales de la capilla.

### Órgano
En las dos sillerías del coro, situadas en las paredes laterales del ábside, se encuentra el órgano de tubos Mascioni opus 887, construido en 1967.
El instrumento tiene transmisión eléctrica y posee una consola, teniendo dos teclados de 61 notas cada uno y una pedalera cóncavo-radial de 32 notas, ubicada en el ábside del piso, detrás del altar mayor.

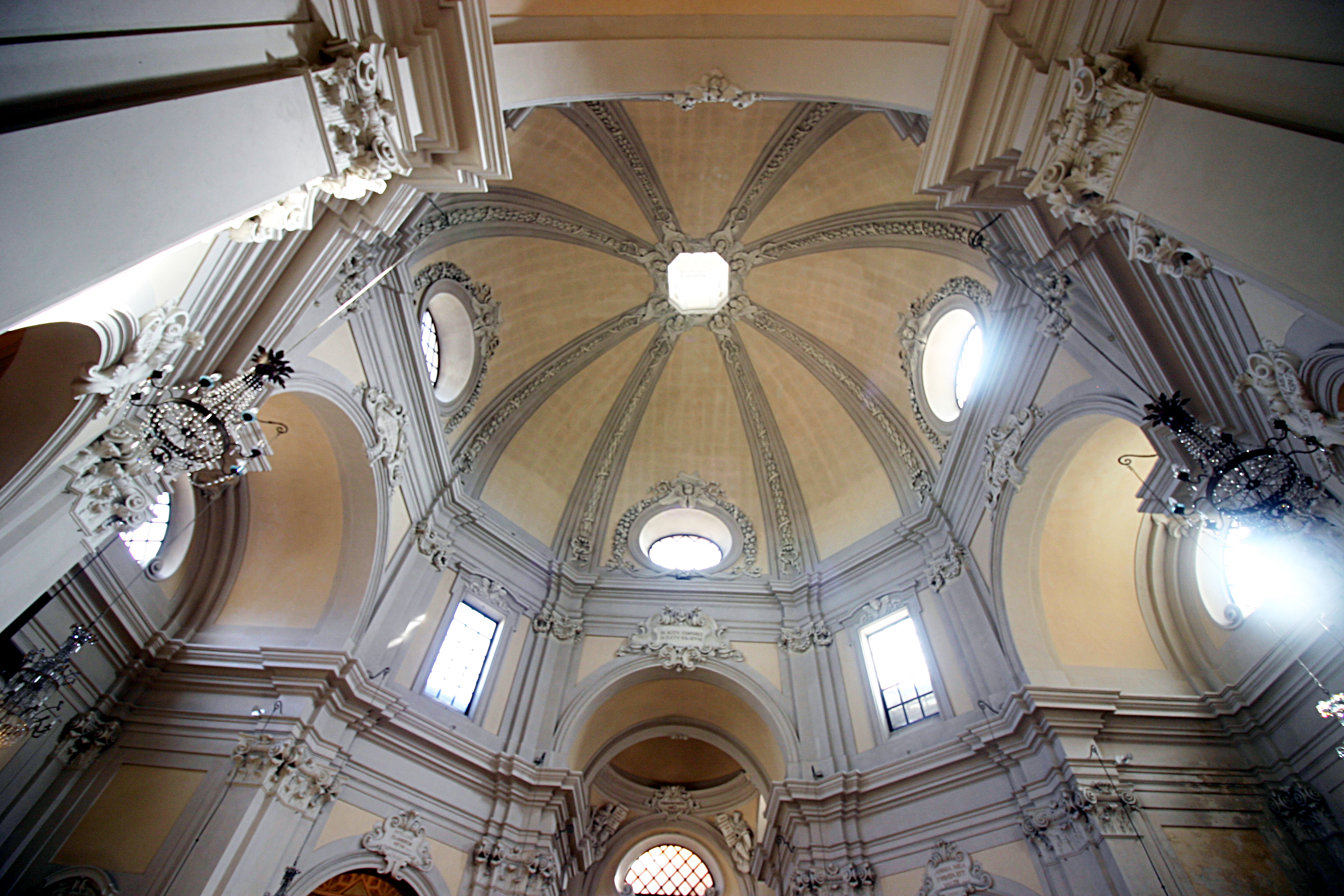
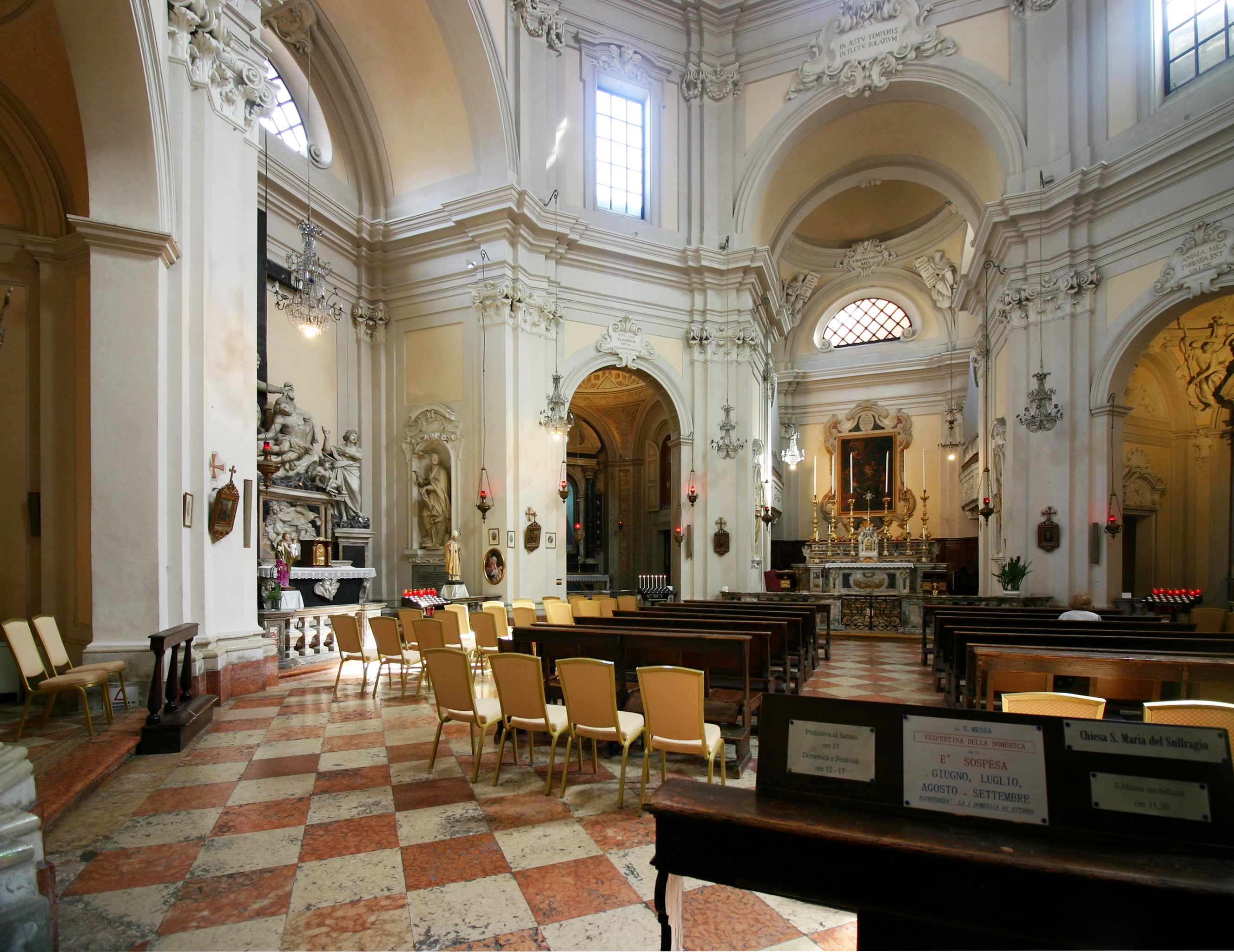
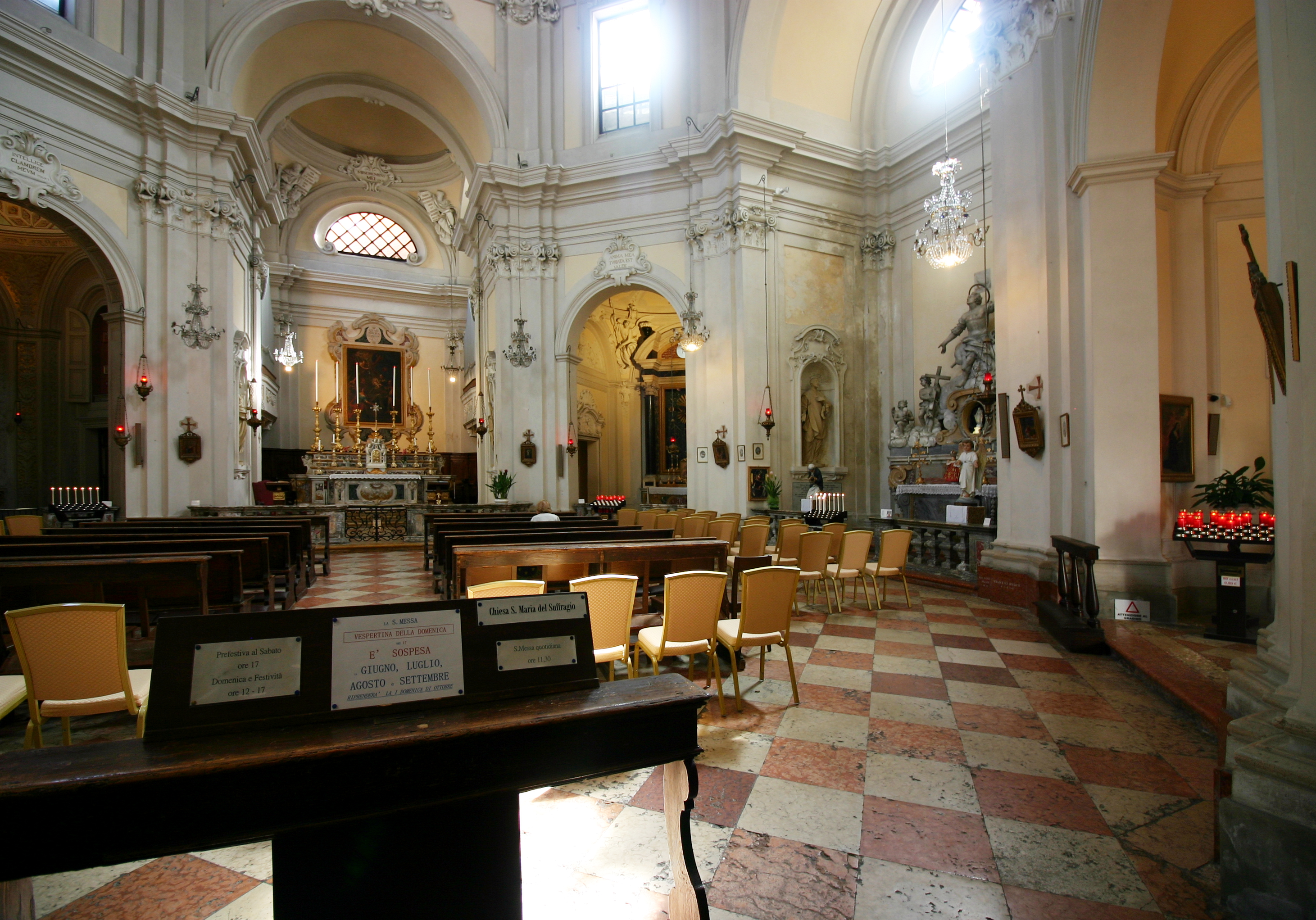
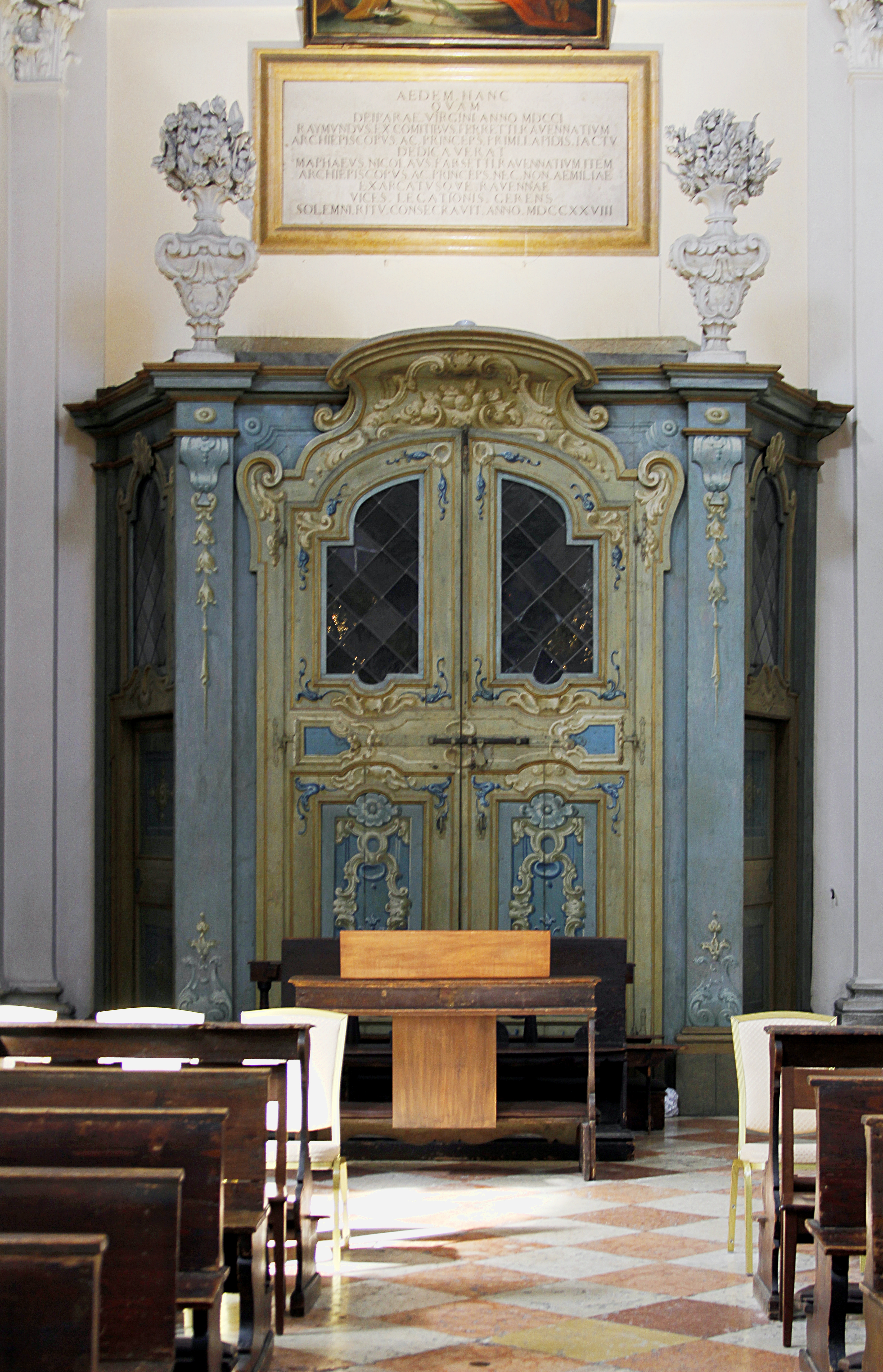
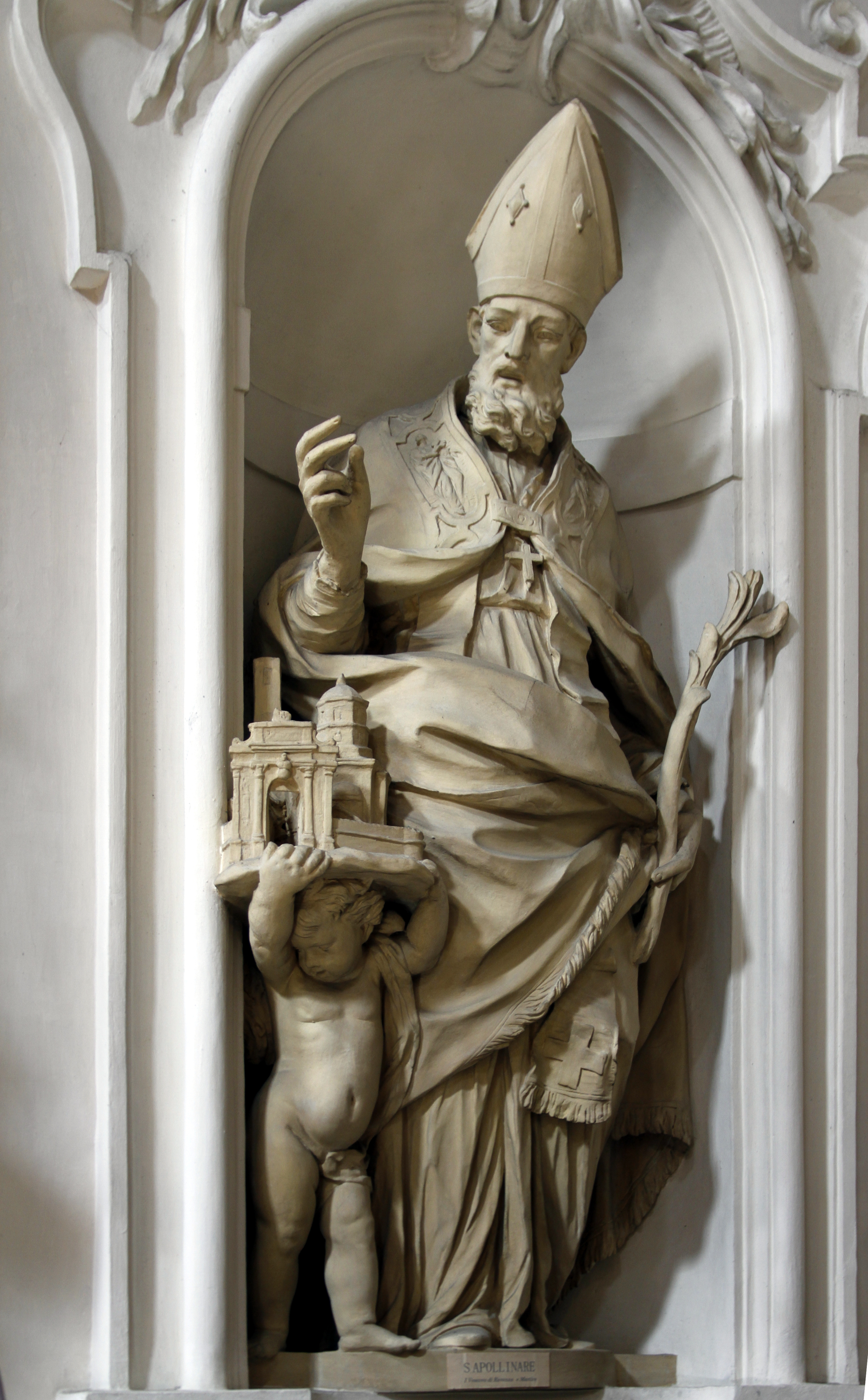